# Karl-Heinz Schnellinger
Karl-Heinz Schnellinger (Düren, 31 de março de 1939 – Milão, 20 de maio de 2024) foi um futebolista alemão, que atuou geralmente como lateral-esquerdo, embora ele fosse capaz de jogar em qualquer lugar ao longo da zaga, podendo jogar também como zagueiro, líbero, ou mesmo como volante. Ele era um jogador atlético e difícil de enfrentar, com um físico forte, ele foi apelidado de "Volkswagen" por sua continuidade de desempenho, tanto em quantidade quanto em qualidade, e por sua versatilidade. 
Ele geralmente era considerado um dos melhores e mais completos defensores do mundo em sua época, rivalizou apenas com Giacinto Facchetti, Nilton Santos e Silvio Marzolini. 

## Carreira
Schnellinger começou sua carreira no 1. FC Köln em 1958, ele ganhou o campeonato alemão com o clube em 1962 e foi nomeado o jogador de futebol alemão do ano.
Em 1963, Schnellinger, trocou a Alemanha pela Itália e foi jogar no Mantova. Sua estréia na Serie A veio no mesmo ano, em uma partida contra o Milan, que terminou em uma surpreendente vitória por 4-1 sobre o AC Mantova. Ele jogou no clube por apenas uma temporada e foi assinou com a AS Roma em 1964, no clube romano ele jogou apenas uma temporada (Na qual ganharam a Coppa Italia). 
Em 1965, Schnellinger foi comprado junto com Roma Angelillo e Sormani pelo Milan. Ele jogou nove temporadas com os rossoneri, obtendo vários sucessos a nível nacional e europeu.
Schnellinger deixou o Milan em 1974 e se aposentou depois de uma temporada na Alemanha jogando no Tennis Borussia Berlin.

## Carreira internacional
Karl-Heinz Schnellinger fez parte do elenco da Seleção Alemã de Futebol, na Copa do Mundo de 1958, 1962, 1966 e 1970.

## Vida pessoal
Schnellinger morou no subúrbio de Segrate em Milão e trabalhava como empresário.

## Morte
Karl morreu no dia 20 de maio de 2024, aos 85 anos.

## Títulos
1. FC Köln
- Campeonato Alemão: 1962

Roma
- Copa da Itália: 1963–64

Milan
- Copa da Itália: 1966–67, 1971–72 e 1972–73
- Serie A: 1967–68
- Recopa Europeia: 1967–68 e 1972–73
- Liga dos Campeões da UEFA: 1968–69
- Copa Intercontinental: 1969

### Prêmios individuais
- Ballon d'Or - Terceiro lugar: 1962
- Jogador de futebol do ano na Alemanha: 1962
- Equipe All-Star da Copa do Mundo da FIFA: 1962
- FIFA XI: 1963 e 1967
- Hall da Fama do AC Milan[4]